# Szarlej
Szarlej (1934–1935 Szarlej-Wielkie Piekary; niem. Scharley) – dzielnica Piekar Śląskich z najstarszymi śladami osadnictwa w mieście, dawna osada górnicza. Znajduje się tu Wojewódzki Szpital Chirurgii Urazowej, siedziba Urzędu Miasta i Radia Piekary.

## Nazwa
Pochodzenie i znaczenie nazwy Szarlej nie jest jednoznaczne, stąd różne poglądy autorów próbujących je ustalić:
- zdaniem historyka prof. Jana Drabiny (2000) nazwa Szarlej pochodzi od demona zwanego Szarlenem[3];
- zdaniem księdza Konstantego Damrota (1896) zgodnie z legendą nazwa w jęz. polskim Szarlej, a w niem. Scharley, pochodzi od Szary, Szarek, albo Szarlej, a więc w znaczeniu niemieckim Graue ['szary'], Graumännchen ['szary ludzik'], jako imię jednego z górniczych duchów; ks. Damrot zalicza ją do grupy pochodzących od nazw osób[4];
- zdaniem nauczyciela Heinricha Adamy’ego (1888) należąca do grupy oznaczających właściwości i strukturę ziemi nazwa Scharley miała starszą, słowiańską formę Szary – lay, co według niego znaczy w jęz. niemieckim Grauerde[5] (niem. die Grauerde po polsku znaczy ‘szara ziemia’).

## Historia
Osadnictwo pradziejowe na terenie obecnego Szarleja sięga co najmniej czasów kultury łużyckiej. W XIV wieku istniała tu już osada górnicza. Pierwsza pisemna wzmianka o Szarleju pochodzi z 1534 roku. Na terenie dzielnicy czynne były liczne szyby kopalń rud żelaza i metali nieżelaznych: Wilhelmine, Otto, Szarlej i Nowa Helena.
1 stycznia 1896 roku Szarlej został oddzielony od Niemieckich (Wielkich) Piekar, a zarządcą nowej gminy Szarlej został Niemiec Wilhelm Taube. 1 kwietnia 1934 roku Szarlej został ponownie połączony z Wielkimi Piekarami w gminę Szarlej-Wielkie Piekary, po czym 3 września 1935 nazwę zmieniono na Piekary Śląskie.
23 lutego 1919 roku w Szarleju zawiązało się gniazdo Polskiego Towarzystwa Gimnastycznego „Sokół” na Górnym Śląsku, które w 1920 roku liczyło 265 członków.

## Zabytki

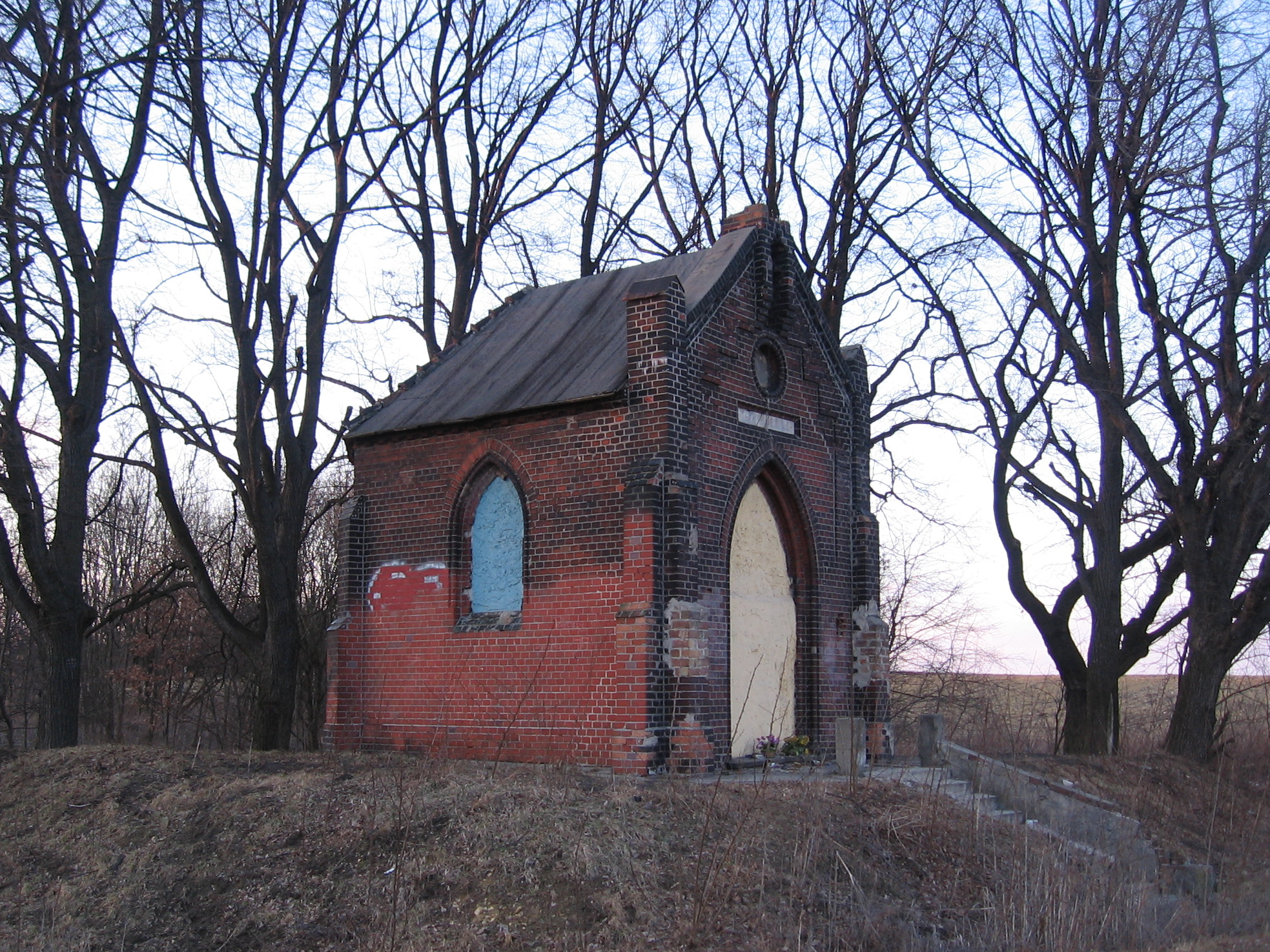
Kapliczka Maria Hilf w 2018 roku

- Kościół Trójcy Przenajświętszej (zob. parafia Trójcy Przenajświętszej w Szarleju), zaprojektowany przez Zygmunta Gawlika, wybudowany w latach 1929–1933[11];
- zespół Szpitala Spółki Brackiej, wzniesiony w latach 1916–1924, obecnie siedziba Wojewódzkiego Szpitala Chirurgii Urazowej im. Janusza Daaba[11];
- Kaplica Maria Hilf, wzniesiona w 1905, wpisana do rejestru zabytków woj. śląskiego (nr rej. A/586/2019 z 16 grudnia 2019)[12].

## Urodzeni w Szarleju
- Jan Frenzel – ksiądz rzymskokatolicki
- Ryszard Dyrgałła – inżynier lotniczy i lotnik
- Maksymilian Hartlik – lekkoatleta, długodystansowiec, trzykrotny mistrz Polski
- Hans Marchwitza – pisarz
- Stanisław Mastalerz – powstaniec śląski, pułkownik Wojska Polskiego
- Zygmunt Patryn – lekarz
- Emanuel Tomanek – podporucznik rezerwy piechoty Wojska Polskiego II RP, komendant główny Związku Powstańców Śląskich
- Jan Wicik – powstaniec śląski, konstruktor lotniczy
- Roman Dwornik – organista, pedagog, kompozytor pieśni liturgicznych i pozaliturgicznych